# Афонин, Николай Иванович
Николай Иванович Афонин (19 декабря 1916, д. Слащево Подольского района Московской области — 22 октября 2002, Москва) — советский конструктор электронной аппаратуры, лауреат Государственной премии СССР.
В 1936—1951 гг. конструктор на Подольском механическом заводе № 460, техник-конструктор
Проектного института минометной промышленности (Барнаул), конструктор завода № 156 Министерства авиационной промышленности (МАП), старший инспектор Управления руководящих кадров МАП.
В 1953 г. заочно окончил Московский авиационный институт.
В 1951—1987 гг. во ВНИИА: заместитель начальника, начальник конструкторского отдела.
Государственная премия СССР 1968 года — за участие в разработке первого автоматического стенда для проверки ядерных боеприпасов.
Награды: два ордена «Знак Почёта» (1956, 1976), орден Трудового Красного Знамени (1960).